# 愛知工科大学自動車短期大学
愛知工科大学自動車短期大学（あいちこうかだいがくじどうしゃたんきだいがく、英語: Aichi University of Technology Automotive Junior College、公用語表記: 愛知工科大学自動車短期大学）は、愛知県蒲郡市西迫町馬乗50-2に本部を置く私立短期大学。1987年、愛知技術短期大学として設置される。大学の略称は自短。本稿では、旧来の愛知技術短期大学を含めて説明する。

## 概観

### 大学全体
- 愛知県蒲郡市に所在する日本の私立短期大学で、設置主体は学校法人電波学園。
- 1987年に愛知技術短期大学として開学。初代校長は山田壽勝。その当初は2学科で入学総定員270名体制だったが[1]、その後私大バブルの受験生増に乗じて、2度にわたる定員増をはかり、1991年度には総定員540名に倍増、
- 2000年度入学生以降は自動車工業系の単科短大になっている。

### 建学の精神（校訓・理念・学是）
愛知工科大学自動車短期大学における建学の精神
「社会から喜ばれる知識と技術をもち、歓迎される人柄を兼ね備えた人材を育成し、英知と勤勉な国民性を高め、科学技術・文化の発展に貢献する」こと。

### 教育および研究
- 愛知工科大学自動車短期大学は現在、自動車整備士の養成に力を入れている。
- 工学部と共同で「ものづくりプロジェクト」を行っている。

### 学風および特色
- 愛知工科大学自動車短期大学は現在、県内唯一の自動車工業系の学科をもつ短大となっている。
- 自動車工業系の学科をもつ短大では事実上、日本で最も新しい。

## 沿革
- 1986年
  - 12月23日 左記を以て文部省[注 2]より短期大学の設置が認可される[2]。
- 1987年　
  - 4月1日 愛知技術短期大学（あいちぎじゅつたんきだいがく Aichi College of Technology）として以下の学科体制にて開学[3]。
    - 自動車工業学科 入学定員120名
    - 電子工学科 入学定員150名

  - 5月1日 学生数[4]/定員
    - 自動車工業学科 156[注 3]/120
    - 電子工学科 191[注 4]/150
- 1988年
  - 5月1日 学生数[5]/定員
    - 自動車工業学科 310[注釈 1]/240　
    - 電子工学科 383[注 5]/300
- 1990年
  - 4月1日 入学定員を以下の通り変更する[注 6]。
    - 自動車工業学科 120→180
    - 電子工学科 150→180

  - 5月1日 学生数[9]/定員
    - 自動車工業学科 375[注釈 1]/300
    - 電子工学科 399[注 7]/330
- 1991年
  - 4月1日 入学定員を以下の通り変更する[注 8]。
    - 自動車工業学科 180→240
    - 電子工学科 180→300

  - 5月1日 学生数[12]/定員
    - 自動車工業学科 448[注 9]/420
    - 電子工学科 560[注 10]/480
- 1992年
  - 5月1日 学生数[13]/定員
    - 自動車工業学科 522[注釈 2]/480　
    - 電子工学科 678[注 11]/600
- 1999年
  - 4月1日 電子工学科の学生募集を最終とする[注 13]。
  - 5月1日 学生数[16]/定員
    - 自動車工業学科 484[注釈 1]/480
    - 電子工学科 461[注釈 2]/600
- 2000年
  - 4月1日 愛知工科大学短期大学部に改称。自動車工業学科の入学定員を240→180に減員[14]。
- 2001年
  - 10月31日 左記を以て電子工学科が正式に廃止となる[17]。
- 2007年
  - 4月1日 愛知工科大学自動車短期大学と名称変更[18]。

## 基礎データ

### 所在地
- 愛知県蒲郡市西迫町馬乗50-2

### 交通アクセス
- JR東海道本線 三河塩津駅下車。
- JR東海道本線・名鉄蒲郡線 蒲郡駅よりスクールバスあり。

## 教育および研究

### 組織

#### 学科
- 自動車工業学科

#### 過去にあった学科
- 電子工学科 入学定員300名[注 14]

#### 取得資格について
- 2級自動車整備士受験資格が自動車工業学科にて取得できる。さらに、併設されている大学工学部3年次編入で、自動車整備士の最高峰とされる1級自動車整備士を目指すことも可能である（1級課程に編入学）。

## 学生生活

### 部活動・クラブ活動・サークル活動
愛知工科大学自動車短期大学のクラブ活動
- 体育系：バレーボール・バスケットボール・バドミントン・サッカー・軟式野球ほか。
- 文化系：軽音楽・パソコン・インターネットほか。

### 学園祭
- 愛知工科大学自動車短期大学の学園祭は「AUT祭」と呼ばれ毎年、10月に大学と合同で行われる。

### スポーツ
- 「姉妹校対抗球技大会」に参加している。

## 施設

### キャンパス
- 現在は、愛知工科大学と共同使用となっている。

### 寮
- 愛知工科大学自動車短期大学には「明健寮」と呼ばれる学生寮と「蒲郡学生会館」と呼ばれる学生寮が、愛知技術短期大学の時分から存在している。

## 対外関係

### 他大学との協定

#### アメリカ
- ハワイ大学

### 姉妹校
- 愛知産業大学
- 愛知産業大学短期大学

### 系列校
- 愛知工科大学

## 卒業後の進路について

### 編入学・進学実績
自動車工業学科
京都工芸繊維大学・愛知大学・愛知産業大学・中部大学ほか
電子工学科
信州大学・岐阜大学・豊橋技術科学大学・三重大学・山口大学・九州工業大学・湘南工科大学・新潟工科大学・福井工業大学・大同工業大学（現在の大同大学）・中部大学・大阪産業大学ほか

## 附属学校
- 愛知技術短期大学だった時分、「愛知技術短期大学情報専門学校」という名称の専門学校を擁していた[2]。